# V542 Андромеды
V542 Андромеды (лат. V542 Andromedae) — одиночная переменная звезда в созвездии Андромеды на расстоянии приблизительно 213 световых лет (около 65,2 парсеков) от Солнца. Видимая звёздная величина звезды — от +10,41m до +10,28m.

## Характеристики
V542 Андромеды — оранжевый карлик, эруптивная переменная звезда типа RS Гончих Псов (RS) спектрального класса K0V, или K2V. Радиус — около 0,81 солнечного, светимость — около 0,324 солнечной. Эффективная температура — около 4844 K.